# 中原義正
中原 義正（なかはら よしまさ、1892年4月3日 - 1944年2月23日）は、日本の海軍軍人。最終階級は海軍中将。日本海軍の著名な南進論者であった。

## 経歴
山口県美祢郡美東町太田出身。農業・中原吉蔵の三男として生れる。萩市の医師、平和主義者、宮原進の叔父にあたる。山口中学校を経て、1913年12月、海軍兵学校（41期）を卒業し、翌年12月、海軍少尉任官。1920年12月、海軍水雷学校高等科を卒業し、「第1潜水艦」長兼水雷学校教官、第1潜水戦隊参謀、練習艦隊参謀、「第37潜水艦」長心得などを歴任し、1926年11月、海軍大学校（甲種24期）を卒業した。
「呂号第六十四潜水艦」長、アメリカ駐在、軍令部第1班第1課参謀、軍令部出仕（第1班）、ジュネーヴ出張、海軍省人事局第1課局員、軍令部第1部員、「名取」艦長、開戦時の御前会議に出席をした。連合艦隊参謀、「摩耶」艦長、連合艦隊司令部付、蘭印出張などを経て、1940年11月、海軍少将に進級。
海軍省人事局長を経て、太平洋戦争に1942年12月、南東方面艦隊参謀長兼第11航空艦隊参謀長を歴任し、1943年11月、海軍中将となった。同年12月、南東方面艦隊司令部付となり戦傷を受け、軍令部出仕となる。1944年2月、戦病死した。

## 人物
南進論者として知られ海軍部内では『南洋王』の異名があった。｢中国ではなく、資源が豊富で人口も少ない東南アジアに、武力ではなく、経済的に進出すべし｣という主張であった。池田清は中原の南進論は海軍国防政策委員会・第一委員会に影響を与えたと推察している。